# 辻敬一
辻 敬一（つじ けいいち、1926年10月14日 - 1990年2月24日）は、日本の大蔵官僚。元行政管理事務次官。

## 来歴
東京府出身。東京大学法学部政治学科卒業。1948年3月 大蔵省入省。大臣官房文書課配属。1951年6月16日 沼津税務署長。1952年9月1日 甲府税務署長。以降、主計局中心のキャリアを歩み、総務課長補佐、主計官補佐（社会保険、労働係）、同（厚生係）などを務める。1966年8月1日 主計局主計官（厚生・労働担当）。1969年8月15日 主計局法規課長。1970年6月25日 大臣官房文書課長。1971年6月28日 東海財務局長。1972年6月27日 主計局次長（末席）。1973年6月26日 同（次席）。1974年7月1日 同（首席）。1975年7月8日 経済企画庁長官官房長。1976年6月11日より行政管理庁に転出し、行政管理局長。1978年7月7日に行政管理事務次官となる。1980年6月17日 退官。同年7月1日 国民金融公庫副総裁（〜1982年11月21日）。1982年11月22日 会計検査院検査官。1989年3月29日 病気療養のため検査官を辞任。1990年2月24日 呼吸不全のため国立病院医療センターで死去。
なお妻の綾子は萩原雄祐の長女である。

## 略歴
- 1948年3月：大蔵省入省。大臣官房文書課配属
- 1949年10月：印刷局長官官房職員課
- 1949年12月：印刷局長官官房職員課長補佐
- 1950年4月18日：東京国税局調査査察部調査課
- 1950年4月：関東信越国税局調査査察部調査課
- 1950年12月：関東信越国税局調査査察部国税調査官
- 1951年4月：関東信越国税局調査査察部調査第一課
- 1951年6月16日：沼津税務署長
- 1952年9月1日：甲府税務署長
- 1953年9月1日：主計局給与課長補佐
- 1955年9月：主計局総務課長補佐
- 1956年8月：主計局主計官補佐（社会保険、労働係）
- 1958年7月：主計局主計官補佐（厚生係）
- 1960年7月：銀行局銀行課長補佐
- 1963年5月20日：人事院事務総局給与第二課長
- 1965年7月23日：主計局給与課長
- 1966年8月1日：主計局主計官（厚生・労働担当）
- 1969年8月15日：主計局法規課長
- 1970年6月25日：大臣官房文書課長
- 1971年6月28日：東海財務局長
- 1972年6月27日：主計局次長（末席）
- 1973年6月26日：主計局次長（次席）
- 1974年7月1日：主計局次長（首席）
- 1975年7月8日：経済企画庁長官官房長
- 1976年6月11日：行政管理庁行政管理局長
- 1978年7月7日：行政管理事務次官
- 1980年6月17日：退官